# 表淳夫
表 淳夫（おもて あつお、1936年6月28日 - 2010年5月9日）は日本の俳優・声優。大分県出身。

## 生涯
近畿を拠点にテレビ・映画で活躍し、『必殺シリーズ』（朝日放送）・『新・部長刑事』（朝日放送）に出演した。アニメ『じゃりン子チエ』（毎日放送）では遊興倶楽部の社長百合根（のちお好み焼き屋）役を演じた。落語をこよなく愛し地域寄席「王寺寄席」の世話人として活躍した。
2010年5月9日、肺炎のため奈良県天理市の病院で死去。73歳没。

## 出演

### テレビドラマ
NHK
- 風来先生（1970年） - 小野田
- 日の出食堂の青春（1982年）
- 連続テレビ小説
  - ええにょぼ（1993年）
  - ぴあの（1994年）
  - あすか（1999年）
  - まんてん（2002年）
- チンチン電車（1993年9月15日）
- バブル（2000年）
- 最後の忠臣蔵（2004年）

朝日放送
- 新・部長刑事 アーバンポリス24
- 必殺シリーズ
  - 助け人走る 第4話「島抜大海原」（1973年11月10日） - 六造
  - 必殺仕置屋稼業 第27話「一筆啓上大奥が見えた」（1976年1月2日） - 仙吉
  - 新・必殺仕置人 第37話「生命無用」（1977年） - 職人
  - 必殺商売人 第5話「空桶で唄う女の怨みうた」（1978年） - 同心
  - 必殺仕事人 第70話「慕い技 神輿暴れ突き」（1980年） - 正吉
  - 新・必殺仕事人 第18話「主水上役に届け物する」（1981年） - 良庵
  - 必殺仕事人V・激闘編
    - 第5話「りつの家出で泣いたのは主水」（1985年12月20日） - 市助
    - 第11話「加代、何でも屋婆さんに驚く」（1986年2月7日） - 伊吉

  - 必殺仕事人V・旋風編 第9話「主水、りつ、ラブホテルに行く」（1987年1月30日） - 立花屋
  - 必殺仕事人V・風雲竜虎編
    - 第11話「大江戸F.F.騒動!」（1987年6月5日） - 小屋主
    - 第16話「白か黒か大商人誘拐騒動」（1987年7月10日） - 番頭吉次
- 赤かぶ検事奮戦記II

TBS
- 水戸黄門
  - 第6部 第1話「怒れ！薩摩隼人 -鹿児島-」（1975年3月31日）
  - 第10部
    - 第10話「婿入り八丁味噌 -岡崎-」（1979年10月15日） - 味噌屋
    - 第15話「京の都の悪退治 -京-」（1979年11月19日） - 商人

  - 第11部 第5話「黄門さまを叱った娘 ‐新庄-」（1980年9月15日） - 乾物屋
  - 第12部
    - 第16話「瀬戸の夕映え花嫁 -広島-」（1981年12月14日） - 牡蠣商人
    - 第20話「悲願叶えた糸車 -峰山-」（1982年1月11日） - 伊八
- 大岡越前 第6部 第21話「心の病の荒療治」（1982年7月26日）

毎日放送
- いのちの現場から
- 新・いのちの現場から
- 命つないで

フジテレビ
- 銭形平次
- 金曜エンタテイメント「山村美紗シリーズ」

関西テレビ
- 船場
- 堂島
- 裸の大将放浪記 第6話「嘘をつくと舌をぬかれるので」（1981年） - ディレクター

テレビ朝日
- 素浪人 月影兵庫 第2シリーズ 第70話「飛ばない前から落ちていた」（1968年）

テレビ東京
- 斬り捨て御免! 第2シリーズ
  - 第6話「奈落に舞うはぐれ蝶」（1981年） - 仁兵衛
  - 第18話「女恨みの辻が花」（1981年） - 柏屋

### テレビアニメ
- じゃりン子チエ（1981年 - 1983年） - 百合根光三 ※役名は「社長」
- チエちゃん奮戦記 じゃりン子チエ（1991年 - 1992年） - 百合根[2]

### 劇場映画
- 火垂るの墓（1988年）

### ビデオ
- 杉本清競馬名勝負物語II（ナレーション）